# Warszkowo-Młyn
Warszkowo-Młyn  (kaszb. Warszkòwsczi Młën) – osada kaszubska w Polsce położona w województwie pomorskim, w powiecie wejherowskim, w gminie Wejherowo. Leży na zachodnim krańcu Puszczy Darżlubskiej, nad Piaśnicą. Miejscowość wchodzi w skład sołectwa Warszkowo.
W latach 1975–1998 miejscowość należała administracyjnie do województwa gdańskiego.